# Mel Damski
Mel Damski, (Nova Iorque, 21 de julho de 1946) é um diretor estadunidense conhecido pelas séries de tv Psych, 90210 e Charmed.